# Harpalus latus
Espèce
Harpalus latus est une espèce de Coléoptères de la famille des Carabidae.

## Description
L'espèce Harpalus latus mesure 10,2 millimètres de long. Sa tête mesure 1,5 millimètre de long et de large. Il a des rainures cervicales qui s'étendent vers l'avant et sont également longues. L'espèce est similaire à Harpalus rufipes, mais diffère par le nombre de dents crénelées dans la partie médiane. Le deuxième segment antennaire a 2 setæ tandis que le premier n'en a pas. Son tergum a 4 et 6 soies qui apparaissent en rangées transversales. Il a 2 dents devant le rétinaculum qui sont dirigées vers l'intérieur. Les antennes et le pédipalpe sont rougeâtres et ferrugineux.

## Taxonomie
Le nom valide complet (avec auteur) de ce taxon est Harpalus latus (Linnaeus, 1758).
L'espèce a été initialement classée dans le genre Carabus sous le protonyme Carabus latus Linnaeus, 1758. Elle fait partie de la famille des Carabidae.

### Synonymie
Harpalus latus a pour synonymes :
- Carabus fulvipes Fabricius, 1792
- Carabus latus Linnaeus, 1758
- Carabus limbatus Duftschmid, 1812
- Carabus surinamensis Fabricius, 1792
- Harpalus acuminatus Stephens, 1835
- Harpalus basalis Motschulsky, 1844
- Harpalus erythrocephalus (Fabricius, 1787)
- Harpalus flaviventris Sturm, 1818
- Harpalus metallescens Rye, 1874
- Harpalus perversus Roubal, 1917
- Harpalus ruficeps Curtis, 1833
- Harpalus rugulosus Heer, 1837
- Harpalus surinamensis (Fabricius, 1792)

## Distribution
On retrouve cette espèce en Islande, Irlande, Grande-Bretagne, Danemark, Norvège, Suède, Finlande, France, Belgique, Pays-Bas, Allemagne, Suisse, Autriche, République Tchèque, Slovaquie, Hongrie, Pologne, Estonie, Lettonie, Lituanie, Biélorussie, Ukraine , Espagne, Italie, Slovénie, Croatie, Bosnie-Herzégovine, Yougoslavie, Macédoine du Nord, Albanie, Bulgarie, Roumanie, Moldavie, Turquie, Géorgie, Arménie, Azerbaïdjan, Kazakhstan, Corée du Nord, Japon, Russie et Mongolie.

## Habitat
Ses habitats naturels sont les forêts, les landes, les sablières et les gravières,,.